# Агенти судбине
Агенти судбине (енгл. The Adjustment Bureau) је амерички научнофантастични љубавни трилер филм из 2011. године, настао према причи Филипа К. Дика „Тим за прилагођавање” (енгл. Adjustment Team).

## Радња
Политичар и кандидат за место у Сенату, Дејвид Норис, упознаје шармантну балерину Елиз Селас, и њих двоје почињу да се забављају. Међутим, група људи натприродних способности, која ради у тзв. бироу за исправљање, одлучује да их раздвоји тако што ће изменити њихову судбину. Они сматрају да Норис једино без ње може бити успешан политичар, али и да ће она бити позната балерина само ако није са њим.

## Улоге
| Глумац       | Улога        |
| ------------ | ------------ |
| Мет Дејмон   | Дејвид Норис |
| Емили Блант  | Елиз Селас   |
| Ентони Маки  | Хари Мичел   |
| Џон Слетери  | Ричардсон    |
| Теренс Стемп | Томпсон      |
| Мајкл Кели   | Чарли        |